# Tunga callida
Tunga callida är en loppart som beskrevs av Li Kuei-chen et Chin Tahsiung 1957. Tunga callida ingår i släktet Tunga och familjen Tungidae. Inga underarter finns listade i Catalogue of Life.